# Rhytiphora variolosa
Rhytiphora variolosa är en skalbaggsart som först beskrevs av Francis Polkinghorne Pascoe 1862.  Rhytiphora variolosa ingår i släktet Rhytiphora och familjen långhorningar. Inga underarter finns listade i Catalogue of Life.